# Luciano Canfora

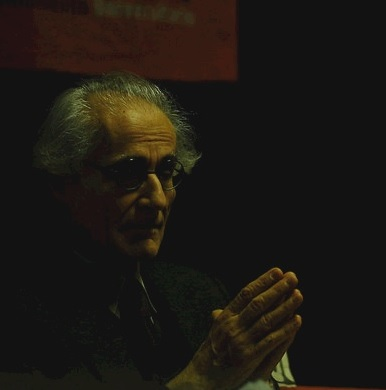
Luciano Canfora

Luciano Canfora (Bari, Itália, em 5 de junho de 1942) é um classicista e historiador italiano. Atualmente é Professor de Clássicos na Universidade de Bari.
Alguns livros:
- Júlio César: o ditador democrático;
- Livro e Liberdade;
- A democracia: história de uma ideologia
- A biblioteca desaparecida
- O Mundo de Atenas